# Néstor Albiach Roger
Néstor Albiach Roger [nestor albijač rocher] (* 18. srpna 1992, Xirivella) je španělský fotbalista nejčastěji nastupující na pozici podhrotového hráče či křídla, v minulosti byl využíván i jako útočník. Momentálně hraje ve španělském třetiligovém CF Rayo Majadahonda. Mimo Španělsko hrál na klubové úrovni v Česku.

## Klubová kariéra

### FK Dukla Praha

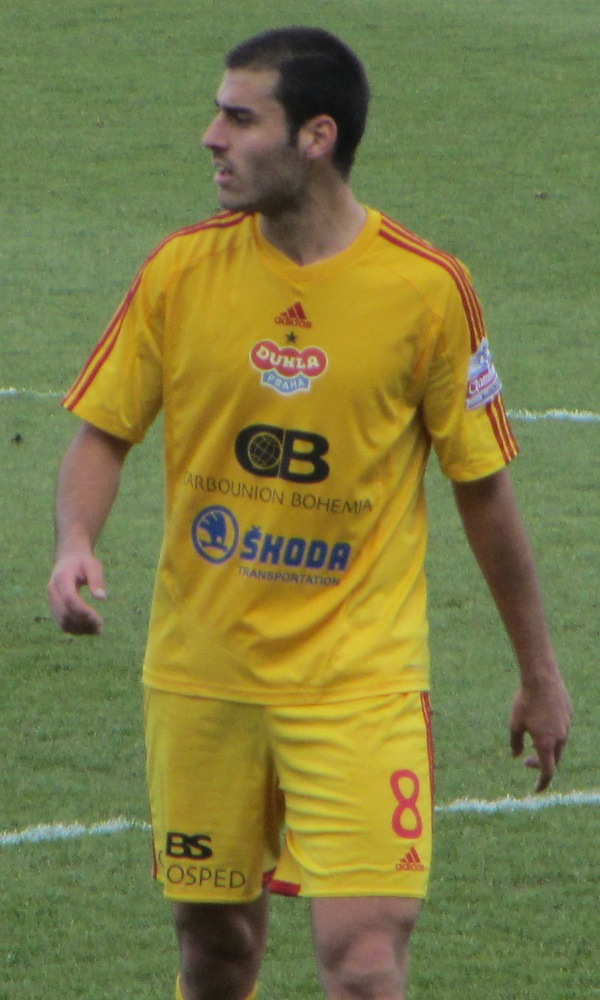
Néstor v dresu FK Dukla Praha

Do Dukly Praha přišel v lednu 2013 z třetiligového španělského klubu CD Olímpic de Xàtiva. V Gambrinus lize debutoval 22. února 2013 v utkání s Teplicemi (remíza 1:1). 13. dubna vstřelil své první dva góly za Duklu v zápase s Jabloncem, pražský klub zvítězil 5:1. Další gól přidal 14. května proti Zbrojovce Brno (výhra 3:2). Byla to ukázková trefa, navedl si míč na střed a z cca 20 metrů vypálil přesně do horního růžku brány.
26. května 2013 v předposledním ligovém kole sezóny 2012/13 přispěl gólem k výhře 2:1 nad Mladou Boleslaví. Koncem ledna 2014 si v semifinále zimního přípravného turnaje Tipsport liga proti Bohemians 1905 poranil koleno a musel se podrobit operaci.

### AC Sparta Praha
Po dobrých výkonech v podzimní části sezóny 2016/17 o něj měla zájem Sparta Praha a Viktoria Plzeň. Sám hráč preferoval zůstat v Praze a tak 9. prosince 2016 mohl letenský klub oznámit jeho příchod. Se Spartou podepsal smlouvu na dva a půl roku. Podle informací deníku Sport za něj Dukla dostala cca 10 milionů korun. Kontrakt ve Spartě předčasně vypověděl 6. února 2019 a stal se volným hráčem, poté podepsal třetiligové španělské Badaloně